# Hervormde kerk (Schore)
De Hervormde kerk is een protestantse kerk van de Nederlandse Hervormde Kerk in Schore in de provincie Zeeland.

## Geschiedenis
De oude katholieke dorpskerk werd in de 16e eeuw gebouwd en in 1619 in gebruik genomen door de Hervormde Kerk. Het gebouw was begin 20e eeuw te bouwvallig geworden en werd in 1913 gesloopt. In september 1914 startte de bouw van een nieuwe kerk en op 5 april 1915 werd deze in gebruik genomen. Bij het begin van de Tweede Wereldoorlog tijdens de strijd in Zeeland werd op 16 mei 1940 tijdens de gevechten rond het Kanaal door Zuid-Beveland bijna het gehele dorp in puin geschoten inclusief de nieuwe dorpskerk.
De huidige kerk werd in 1942 gebouwd ter vervanging van de onherstelbaar beschadigde kerk. De kerk werd ontworpen door Jordanus Roodenburgh in architectuurstijl van de Delftse School. In 2014 werden de kerken van Schore en Hansweert te koop aangeboden waarbij een kerk zal verkocht worden en de andere behouden omdat er te weinig mensen nog de kerkdiensten bezoeken.

## Beschrijving
Het rechthoekig kerkgebouw heeft een vierkante toren vooraan en een aangebouwde consistorie. De kerk is opgetrokken uit rode baksteen en heeft een aantal gebrandschilderde ramen. De fronttoren heeft een slanke vierkante torenspits die met koper bedekt is.
Binnenin zijn er houten kerkbanken en plankenvloeren en bepleisterde muren onder een paraboolvormige houten dakconstructie.